# Dinoptera
Dinoptera es un género de escarabajos longicornios de la tribu Rhagiini.

## Especies
- Dinoptera anthracina (Mannerheim, 1849)
- Dinoptera chrysomelina Holzschuh, 2003
- Dinoptera collaris (Linné, 1758)
- Dinoptera concolor (Heyden & Faust, 1888)
- Dinoptera lota Holzschuh, 1998
- Dinoptera minuta (Gebler, 1832)
- Dinoptera minuta criocerina (Bates, 1873)